# Lucia Cecília Kubis
Lucia Cecília Kubis (Curitiba, 19 de maio de 1926) é uma ex-radioatriz e cantora lírica brasileira
.
Filha de imigrantes poloneses, desde a infância manteve contato com a música, pois seu pai foi músico autodidata. Em 1944 começou os estudos de canto com a professora Ana Clélia Baletta Moritz que verificando o seu grande potencial, começou a apresentar a aluna em vários programas de rádio da capital paranaense e após alguns sucessos, Lucia foi contratada pela principal rádio paranaense, a Rádio Clube Paranaense (também conhecido como Bedois ou RB2), permanecendo nesta estação até 1964.
Foi a principal estrela da Bedois na década de 1950, sendo apresentadora de programas e atriz de radionovelas e em 1948 foi eleita, pela primeira vez, a Rainha do Rádio Paranaense, sendo reeleita em mais duas oportunidades para o mesmo título.
Soprano, Lucia Kubis participou de várias operetas sob a direção do Maestro Wolff Schaia, como quando interpretou “Miss Molly”, em A Geisha, e Valenciana de A Viúva Alegre.